# Evania erythrocneme
Evania erythrocneme är en stekelart som beskrevs av Günther Enderlein 1913. Evania erythrocneme ingår i släktet Evania och familjen hungersteklar. Inga underarter finns listade i Catalogue of Life.